# Jura Mowsisjan
Jura Mowsisjan, als US-Bürger Yura Movsisyan (armenisch Յուրա Մովսիսյան, russisch Юра Сергеевич Мовсисян Jura Sergejewitsch Mowsisjan; * 2. August 1987 in Baku, Aserbaidschanische SSR, Sowjetunion) ist ein ehemaliger armenischer Fußballspieler, der neben der armenischen auch die US-amerikanische Staatsbürgerschaft besitzt.

## Vereinskarriere
Jura Mowsisjan kam im Alter von vierzehn Jahren als Kind von Asylbewerbern 2001 oder 2002 in die USA. Seine Familie siedelte sich im südlichen Kalifornien an. Er spielte zunächst in seiner Schule, der Pasadena High School Fußball. Später spielte er beim Pasadena City College College-Soccer. Er wurde von MLS-Scouts entdeckt und unterzeichnete einen Generation-Adidas-Vertrag. Er wurde von Kansas City Wizards aufgenommen und spielte dort bis 2007. Dann wechselte er zu Real Salt Lake. Dort spielte er zwei Jahre, bis er 2010 nach Dänemark in die Superliga zum Randers FC wechselte. Am 26. Januar 2011 wurde er für 2,5 Millionen US-Dollar an den russischen Aufsteiger FK Krasnodar verkauft. Im Dezember 2012 wechselte der Stürmer zum Ligakonkurrenten Spartak Moskau. 2017 wurde er nach vorheriger Leihe endgültig für 3 Millionen Euro von Real Salt Lake zurückgeholt. Er konnte in seiner zweiten Zeit in Utah 16 Tore in 58 Spielen erzielen, eine ähnliche Torquote wie bereits von 2007 bis 2009. 2018 spielte Movsisiyan auf Leihbasis in Schweden bei Djurgårdens IF. Im September 2018 wechselte er nach kurzzeitiger Vereinslosigkeit wieder in die MLS, zu Chicago Fire. Dort absolvierte er bis zum Saisonende noch vier Ligaspiele und beendete dann seine aktive Karriere.

## Nationalmannschaft
Sein erstes Ziel war es für die US-amerikanische Fußballnationalmannschaft zu spielen. Später entschied er sich für die armenische Auswahl und debütierte am 11. August 2010 in einem Freundschaftsspiel gegen den Iran. In der Qualifikation für die Fußball-EM 2012 erzielte in vier Spielen drei Tore. Bei der UEFA Nations League 2018/19 gelangen Movsisyan vier Treffer beim 6:2-Sieg in Gibraltar.

## Titel und Erfolge
Real Salt Lake
- MLS Cup: 2009
- Sieger der Eastern Conference: 2009

Djurgårdens IF
- Schwedischer Pokalsieger: 2018

### Auszeichnungen
- Torschützenkönig der Premjer-Liga 2012/13